# こはく那音
こはく 那音（こはく なおと、11月1日 - ）は、日本の漫画家。神奈川県出身、滋賀県在住。血液型はA型。
デビュー作は「トナリの王子様」（2006年ChuChu11月号掲載）。月刊化した『ChuChu』（小学館）から、初のデビュー作家となった。
『ChuChu』が存在していた頃から『ちゃおDX』（同）でも執筆しており、『ChuChu』休刊後はそちらで執筆活動を続けている。
小さいころ2回転校した。まづる凛名義で『なかよし』（講談社）に作品を発表していた。同誌でのデビュー作は「Cheer up 恋モード」。

## 作品一覧
- トナリの王子様（ChuChu2006年11月号）
- 片恋14days（ちゃおDX2006年冬の大増刊号）
- 失恋ダーリン☆片恋ハニー（ChuChu2007年2月号）
- ご主人サマの恋愛事情（ChuChu2007年6月号）
- 恋色生徒会（ちゃおDX2007年夏の超大増刊号）
- この恋をプロデュース! （ChuChu2007年11月号別冊ふろく）
- B×B BOYS（ちゃおDX2007年冬の大増刊号）
- GIRLS BE LOVELY!!（ChuChu2008年1月号）
- DEAR×DEAR（ちゃお2008年DX春の超大増刊号）
- 放課後のSOS 〜イジメ白書〜（ChuChu2008年7・8月号前後編、全1巻[1]）
- 包帯少女哀話 〜黒蝶の呪い〜（ChuChu2009年4月号 - 2010年2月号、全2巻[2]）
- 黒いポスト（2010年、『ちゃおDXホラー』夏号）